# Liu Siqi
Liu Siqi (chinesisch 劉思齊, Pinyin Liú Sīqí; * 7. Januar 1995) ist eine ehemalige chinesische Tennisspielerin.

## Karriere
Liu spielte hauptsächlich Turniere auf der ITF Women’s World Tennis Tour, wo sie einen Titel im Doppel gewinnen konnte.

## Turniersiege

### Doppel
| Nr. | Datum              | Turnier | Kategorie   | Belag | Partnerin | Finalgegnerinnen        | Ergebnis         |
| --- | ------------------ | ------- | ----------- | ----- | --------- | ----------------------- | ---------------- |
| 1.  | 15. September 2018 | Anning  | ITF $15.000 | Sand  | Lu Jiaxi  | Dong Hongding Sun Ziyue | 5:7, 6:4, [10:8] |